# Yelqī Sūrlan
Yelqī Sūrlan (persiska: يِلخی سورلَن, Īlkhī Sūrkan, Yelkhī Sūrlan, ایلخی سورکن, یلقی سورلن) är en ort i Iran.   Den ligger i provinsen Golestan, i den norra delen av landet, 400 km nordost om huvudstaden Teheran. Yelqī Sūrlan ligger 653 meter över havet och antalet invånare är 207.
Terrängen runt Yelqī Sūrlan är huvudsakligen kuperad. Yelqī Sūrlan ligger nere i en dal. Runt Yelqī Sūrlan är det ganska glesbefolkat, med 48 invånare per kvadratkilometer. Närmaste större samhälle är Kasan, 3,2 km söder om Yelqī Sūrlan. Trakten runt Yelqī Sūrlan består till största delen av jordbruksmark.